# Dovadă prin exemplu
O dovadă prin exemplu (sau generalizarea nefondată) este o eroare logică în care una sau mai multe exemple sunt date ca suport pentru o afirmație generală.

## Logica
Acestă eroare de logică are forma argumentului astfel:
Știu că x Є X și are proprietarea P.
Prin urmare, toate celelalte elemente ale mulțimii X au proprietatea P.

## Exemple
Următoarele exemple ilustrează de ce aceasta este o eroare de logică:
Am văzut o persoană împușcând pe cineva.
Prin urmare, toată lumea e criminală.
Argumentul este evident eronat, dar argumente care au aceeași formă pot părea convingătoare la prima vedere, ca cel din exemplul următor:
Am văzut că fratele lui Dan Popescu a furat ceva.
Înseamnă că toți din familia Popescu sunt hoți.

## Vezi
Logică